# Papa Bouba Diop
Papa Bouba Diop (Dakar, 28 de enero de 1978-París, 29 de noviembre de 2020) fue un futbolista senegalés que jugaba de centrocampista.

## Selección nacional
Fue internacional con la selección de Senegal en 63 partidos, marcando once goles.
Es recordado por haber marcado el primer gol del Mundial 2002, el cual significó el triunfo de su selección 1 a 0 sobre Francia. Fue de los mejores jugadores de Senegal en el Mundial, donde anotó tres golesː uno a Francia y dos a Uruguay.

### Participaciones en Copas del Mundo
| Mundial           | Sede                  | Resultado        | Partidos | Goles |
| ----------------- | --------------------- | ---------------- | -------- | ----- |
| Copa Mundial 2002 | Corea del Sur y Japón | Cuartos de final | 5        | 3     |

### Participaciones en Copa África
| Torneo                         | Sede   | Resultado        |
| ------------------------------ | ------ | ---------------- |
| Copa Africana de Naciones 2004 | Túnez  | Cuartos de final |
| Copa Africana de Naciones 2006 | Egipto | Cuarto lugar     |
| Copa Africana de Naciones 2008 | Ghana  | Primera fase     |

## Clubes
| Club                  | País       | Año       |
| --------------------- | ---------- | --------- |
| Neuchâtel Xamax       | Suiza      | 1996-2000 |
| Grasshoppers          | Suiza      | 2000-2002 |
| R. C. Lens            | Francia    | 2002-2004 |
| Fulham F. C.          | Inglaterra | 2004-2007 |
| Portsmouth F. C.      | Inglaterra | 2007-2010 |
| AEK F. C.             | Grecia     | 2010-2011 |
| West Ham United F. C. | Inglaterra | 2011-2012 |
| Birmingham City F. C. | Inglaterra | 2012-2013 |

## Palmarés

### Títulos nacionales
| Título         | Club             | País       | Año  |
| -------------- | ---------------- | ---------- | ---- |
| FA Cup         | Portsmouth F. C. | Inglaterra | 2008 |
| Copa de Grecia | AEK Atenas F. C. | Grecia     | 2011 |

## Muerte
Diop falleció en París el 29 de noviembre del 2020 a los 42 años tras una larga enfermedad. L'Équipe informó que padecía esclerosis lateral amiotrófica. (ELA).